# Шилі (Джангельдинський район)
Шилі́ (каз. Шилі) — село у складі Джангельдинського району Костанайської області Казахстану. Адміністративний центр та єдиний населений пункт Шилинського сільського округу.
Населення — 228 осіб (2021; 466 у 2009, 642 у 1999, 902 у 1989).